# گمینا شتوتووو
گمینا شتوتووو (به لهستانی:  Gmina Sztutowo) یک گمینا در لهستان است که در شهرستان نووه دوور گدانسکی واقع شده‌است. گمینا شتوتووو ۱۰۷٫۴۹ کیلومتر مربع مساحت و ۳٬۵۱۷ نفر جمعیت دارد.